# Brenda Elung
 (octobre 2022).
Brenda Shey Elung, née au Cameroun est une actrice et productrice de cinéma camerounaise. Elle est la vice-présidente de l'industrie cinématographique camerounaise (CFI),,. Elle est aussi affectueusement appelée "Madame Brenda".

## Carrière
Brenda, fait partie de l'industrie cinématographique camerounaise depuis 2010.
Elle a produit et joué dans le film, "Decoded", réalisé par Akim Macaulay et Enah Johnscott, qui est sorti en 2013. Le film a été tourné en août 2012 à Limbé, avec l'acteur ghanéen, Joseph van Vicker et des acteurs camerounais tels que Solange Yijika, Epule Jeffrey et Desmond Wyte,.
Elle faisait partie des magnats du cinéma qui se sont réunis à Buéa lors d'un atelier de trois jours, du 31 août au 2 septembre 2016 pour discuter de la relance de l'industrie cinématographique en difficulté au Cameroun.
En 2017, sa série télévisée, "Samba", qu'elle a produite, avec des acteurs camerounais comme Epule Jeffrey, Kelly Ade, Nsang Dilong, Marie Nyna, Solange Yijika, elle-même et d'autres, écrite par Proxy Buh Melvin et réalisée par Enah Johnscott, est sortie. Le film a ensuite remporté le prix de la sélection officielle aux prix FESPACO de 2017, et le prix de la meilleure série aux prix Écrans noirs en 2018. À Accra, au Ghana, lors des Golden Movie Awards Africa (GMAA) 2017, la série télévisée populaire a reçu trois prix ; le prix de la meilleure actrice est allé à Ade Kelly, le prix du meilleur acteur à Libota McDonald et le film a obtenu le prix de la meilleure série télévisée,.
Lors de la septième édition des AMVCA awards qui s'est tenue à Eko Hotels and Suits à Lagos, au Nigeria, le 14 mars 2020, elle était notamment la seule représentante de l'industrie cinématographique camerounaise (CFI) lors de la remise des prix où elle a été aperçue élégamment habillée.

## Entrepreneuriat
Elle est la fondatrice d'Omega One Entertainment, une société de production de films. Elle a représenté les intérêts commerciaux de la société lors du Nigerian International TV Submit qui s'est tenu à Paris du 13 au 14 avril 2018).

## Critiques
En 2018, elle a fait l'objet de vives attaques de la part de ses fans sur les médias sociaux après avoir été aperçue portant une élégante robe de fabrication russe lors de la cinquième édition de l'AMVCA, l'accusant de refuser de soutenir les créateurs locaux utilisant d'énormes plateformes internationales telles que l'AMVCA, ce qu'elle a ignoré. Elle a toutefois décidé de répondre à leur appel lors de la septième édition de la cérémonie en 2020, où elle est apparue dans une tenue de créateur de Limbé appelée TAS Design.